# Kawala (gmina)
Kawala (gr. Δήμος Καβάλας, Dimos Kawalas) – gmina w Grecji, w administracji zdecentralizowanej Macedonia-Tracja, w regionie Macedonia Wschodnia i Tracja, w jednostce regionalnej Kawala. W 2011 roku liczyła 70 501 mieszkańców. Powstała 1 stycznia 2011 roku w wyniku połączenia dotychczasowych gmin Kawala i Filipi. Siedzibą gminy jest Kawala.